# بونيارد (فلم)
بونيارد (بالإنجليزية: Boneyard) هو فيلم إثارة وجريمة أمريكي من إخراج «عاصف أكبر»، ومن إنتاج «كولين بيتس»، و«تاماس ناداس»، و«عاصف أكبر»، و«فنسنت إي»، وبطولة «ميل غيبسون» حيث يجسد شخصية «مكدانيل» ومغني الراب والممثل «50 سنت». يستند الفيلم إلى جرائم قتل «ويست ميسا».
من المقرر إصدار الفيلم في دور سينما مختارة في الولايات المتحدة في 5 يونيو 2024، وعلى الفيديو حسب الطلب في 2 يوليو.

## الملخص
يقوم عميل في مكتب التحقيقات الفيدرالي (غيبسون) ورئيس الشرطة في ألبوكيركي (جاكسون) بمطاردة قاتل متسلسل يُعرف باسم جامع العظام - لكن يخشى رئيس الشرطة أن يكون القاتل في الواقع أحد ضباطه.

## طاقم التمثيل
- ميل غيبسون في دور العميل بيتروفيك
- كورتيس جيمس في دور رئيس الشرطة كارتر
- بريان فان هولت في دور المحقق أورتيغا
- نورا زهتنر في دور المحقق يونغ
- غابرييل هاو في دور سيلينا

## الإنتاج
تم إنتاج الفيلم من قبل «كولين بيتس» و«فنسنت إي. مكدانيل». الفيلم مستند إلى أحداث الجريمة الحقيقية التي ارتكبها القاتل المتسلسل المعروف باسم "جامع العظام". يخرجه «عاصف أكبر» الذي كتب السيناريو أيضًا مع «فنسنت إي. مكدانيل»، و«هانك بيرد»، و«كوجي ستيفن ساكاي»، بناءً على قصة من تأليف «فنسنت إي. مكدانيل». الفيلم مستند إلى أحداث الحياة الواقعية لجرائم قتل «ويست ميسا».
بدأ التصوير الرئيسي في لاس فيغاس في عام 2023. يتم توزيع الفيلم من قبل Lionsgate.

## الإصدار
من المقرر إصدار "Boneyard" في دور سينما مختارة في الولايات المتحدة في 5 يونيو 2024، وعلى الفيديو حسب الطلب في 2 يوليو.

## الروابط الخارجية
- بونيارد  في قاعدة بيانات الأفلام على الإنترنت (بالإنجليزية)